# Al-Ḥuqqa
Al-Ḥuqqa (altsüdarabisch Dmhn) ist ein archäologischer Fundplatz aus der sabäischen Epoche im jemenitischen Hochlandbecken.

## Geographie
Al-Ḥuqqa liegt im Süden des Gouvernements ʿAmrān, an der Fahrstrecke von Sanaa nordostwärts nach ʿAmrān. Die Fundstätte befindet sich östlich dieser Strecke, Luftlinie etwa 10 Kilometer von einer anderen antiken  Stätte dieser Zeit,  Ḥāz, entfernt.

## Geschichte
Die Geschichte des Ortes ist unzureichend erforscht. Quellen zufolge soll al-Ḥuqqa, das in der Region des mittleren Gebirgsjemen liegt, zum Gau Ḥumlān, Teil des Königreichs Sum'ay, gehört haben. Die vorherrschende Sippe waren die Banū Bataʿ.
1928 gruben Carl August Rathjens und Hermann von Wissmann unter Leitung von Yahya Muhammad Hamid ad-Din in al-Ḥuqqa. Dabei konnte ein zugeschütteter Tempel ans Tageslicht befördert werden. Die Forscher stellten fest, dass der Tempel sowie andere Ruinenorte in der Umgebung (wie beispielsweise Hamdān und Arḥab) spätestens zur Zeit des Wahb-il Yahuz (etwa 90 n. Chr.) gebaut worden sein mussten. Eine der Inschriften aus al-Ḥuqqa (zitiert als RES 4013) nennt einen gewissen Sa'dta'lab Yuhaṯib, der auch im Zusammenhang mit einer anderen Anlage epigraphisch verewigt steht. Die beiden Forscher stellten zudem Ähnlichkeiten zwischen diesem sabäischen Fund und den Säulenmoscheen des frühen Islam fest, als deren Vorläufer man den Tempel betrachten könne. Eine Meinung haben sie dazu allerdings nicht geäußert, sondern lediglich festgehalten, dass der Tempel einer einzigen Bauperiode zugehört. 
Der Tempel in al-Ḥuqqa war der Sonnengöttin Ḏat Baʿadān (Wintersonne) gewidmet. Architektonisch folgte er dem Grundprinzip eines rechteckigen, säulenumstandenen Hofs mit axial angeordnetem Eingang und vorgelagertem Propylon, ähnlich den Tempeln von Qarnawu und Sirwah. Eine dreiseitige Säulengalerie säumt im Hof der Anlage den Treppenaufgang zum Sanktuarium. Innerhalb der Umfassungsmauer und rechts vom Eingang liegt eine vom Zugangsbereich verdeckte Tempelzisterne (Wannenzisterne).
siehe auch Artikelabschnitt: Architekturgeschichte Südarabien